# ギタロン

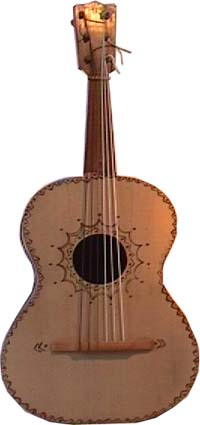
ギタロン

ギタロン (西: Guitarrón) は、メキシコの有棹弦楽器。

## 概要
ギターを大きくしたような楽器であり、ギターよりも低い音（5度下の調弦）を有する。ギタロンの名称もスペイン語で「大きいギター」を表している。ギター同様、6本の弦を有する。フレットはない。
マリアッチ、アルゼンチン・タンゴ、ギター・アンサンブルで用いられる。
日本では独自の調弦（ギターの1オクターブ下）と姿勢（チェロのようにエンドピンで立てて膝の間に抱える）で演奏する用い方がある。

## 普及
フアン・マグリオがデビューしたばかりの頃は、アルゼンチン・タンゴに必須の楽器で、トロイロ・グレラ四重奏団が活動するころになっても現役の楽器だったが、モダン・タンゴの普及とともに一旦は忘れ去られた。
現在、ピリオド・タンゴの再評価によって陽が当たりつつある。
また、ギター・アンサンブルでの使用も多く、全国ギター合奏コンクールでの使用もあり、フランク・ミルズのスパニッシュコーヒー(ギター・アンサンブル譜)ではギタロンのソロがある。

## 奏法・フォーム
南米では紐を付けてエレキギターのストラップのように使い、演奏するが、日本では一般的にエンドピンを用いてチェロやコントラバスのように立てる。
フォームに関しては、まず足を開き、抱えるようにしてギタロンを持ち、通常のギターのように左手でフレットを抑え右手で弦を弾いて弾く。
弦を弾く際は、弦をつまむようにし、引っ張るようにして音を出す。
また、7フレット・12フレット・19フレットなどでハーモニクス奏法が使用できる。
また、横方向に爪を細かく動かすことで一般的なギター同様にトレモロ奏法が使える。

また、他のギターより迫力があるスラム奏法ができる。